# Comuna Dunaiv, Kremeneț
Dunaiv (în ucraineană Дунаів) este o comună în raionul Kremeneț, regiunea Ternopil, Ucraina, formată din satele Bohdanivka, Dunaiv (reședința), Kulîkiv și Savciînți.

## Demografie
Componența lingvistică a comunei Dunaiv
     Ucraineană (99,07%)
     Alte limbi (0,93%)
Conform recensământului din 2001, majoritatea populației comunei Dunaiv era vorbitoare de ucraineană (99,07%), existând în minoritate și vorbitori de alte limbi.